# Anoplodactylus bova
Anoplodactylus bova is een zeespin uit de familie Phoxichilidiidae. De soort behoort tot het geslacht Anoplodactylus. Anoplodactylus bova werd in 1979 voor het eerst wetenschappelijk beschreven door Child. 